# Kalina Wielka
Kalina Wielka – wieś w Polsce położona w województwie małopolskim, w powiecie miechowskim, w gminie Słaboszów.
W latach 1954–1972 wieś należała i była siedzibą władz gromady Kalina Wielka. W latach 1975–1998 miejscowość administracyjnie należała do województwa kieleckiego.
| SIMC    | Nazwa            | Rodzaj    |
| ------- | ---------------- | --------- |
| 0268458 | Kalina Zarzeczna | część wsi |
| 0268441 | Kalina-Wysiołek  | część wsi |
| 0268464 | Parcelanty       | część wsi |

Niedaleko miejscowości znajdowały się stacje kolejowe nieistniejącego fragmentu obecnej Świętokrzyskiej Kolei Dojazdowej:
- Kalina Wielka (50°22′55.9″N, 20°09′35.7″E)
- Kalina Mała (50°22′28.4″N, 20°08′07.2″E)